# イーヴァル・オーセン
イーヴァル・アンドレアス・オーセン（Ivar Andreas Aasen, 1813年8月5日 - 1896年9月23日）は、ノルウェーの言語学者、文献学者、詩人。デンマーク語の影響を排した新しいノルウェー語の確立に努め、後にランスモール（現在のニーノシュク）を創生した。

## 生涯
ノルウェー西部のスンメールに農民の子として生まれる。早くに両親を失い、父の農場の仕事の傍ら独学で言語学を学ぶ。18歳で国民学校の教師となった。
当時のノルウェーは400年を超えるデンマークの支配から政治的に脱したばかりの頃で、自治権の獲得に終わらず文化的にもデンマークから独立しようとする運動が活発な時期であった。そのような社会情勢の一環として、言語の面でも従来のデンマークからの影響が強いノルウェー語を見直し、新しい自国の言語を持とうとする動きが出てきた。この動きの中には2つの流派があり、1つは従来のデンマーク語風ノルウェー語を基盤としつつ、ノルウェー独特の語彙などをこれに加えようとするもの（後の「リクスモール」）、もう1つはデンマーク語の影響を排して、古来からあるノルウェー独自の言語を復活させようとするものであった。
熱心な民族主義者であったオーセンは後者の運動に参加し、トロンヘイム学術協会の援助を得て、全国各地を旅行しながら地方文化と方言について記録と研究を行った。この成果として1848年に『ノルウェー民族言語文法』、1850年に『ノルウェー民族言語辞典』を編纂する。以後、『ノルウェーにおけるランスモールの試み』（1853年）、『ノルウェー語文法』（1864年）、『ノルウェー語辞典』（1873年）といった著作を発表した。これらにより、従来のデンマーク風ノルウェー語に対し、新しいノルウェー語「ランスモール」が完成された。ランスモールはデンマークの影響を受けにくかった西ノルウェーや山間の僻地などに残った方言が集成されたものである。
このランスモールは多くの詩人や作家に影響を与え、アルネ・ガルボルグ、オースムン・ヴィニエ、オーラブ・ドゥーン、タリェイ・ヴェーソースらが用いるようになった。オーセン自身もランスモールでの創作物を作成しており、音楽劇『継承者』や詩集『アネモネ』、他に昔話などを発表している。やがてランスモールは大きな勢力を持つようになり、1885年にノルウェー議会によってランスモールはリクスモールと並ぶ第二の公用語として承認されるに至った。
1896年、オスロ（当時の名称ではクリスチャニア）にて没した。

## オーセン後のランスモール
1929年に、リクスモールはブークモール（書籍語）、ランスモールはニーノシュク（新ノルウェー語）とそれぞれ改称されたが、現在でも双方が公用語として認められている。ニーノシュクは西ノルウェーで、ブークモールは東ノルウェーとオスロでそれぞれ多く採用されている。
20世紀前半には教育委員会を中心に西ノルウェーではニーノシュク教育が広く行われ、一時は全国の3分の1強に教育用語として採用されたが、そのほとんどは人口の少ない山岳地域であった。1945年以降はニーノシュク教育が後退し始め、現在では全国的にブークモールが圧倒的に優勢である。
過去にブークモールとニーノシュクを統合しようとする政治的な試みはあったものの、これは双方の反発により不調に終わっている。時間の経過とともに両者は次第に融合しつつあり、現状としてニーノシュクは事実上西ノルウェーの一方言としての地位に留まる状態ではあるが、現在でも統合には至っていない。

## 主な著作
言語学に関する著作

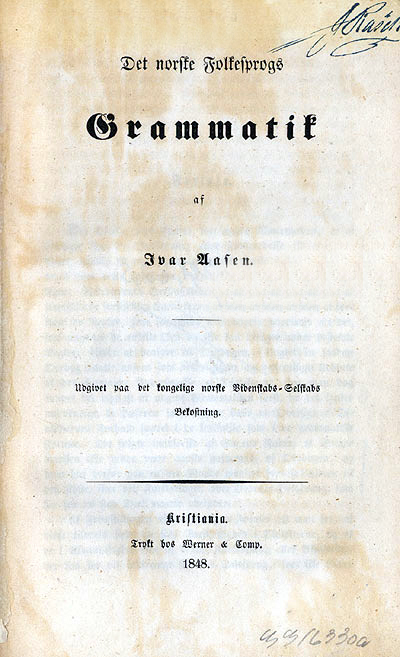
ノルウェー民族言語文法(1848年)

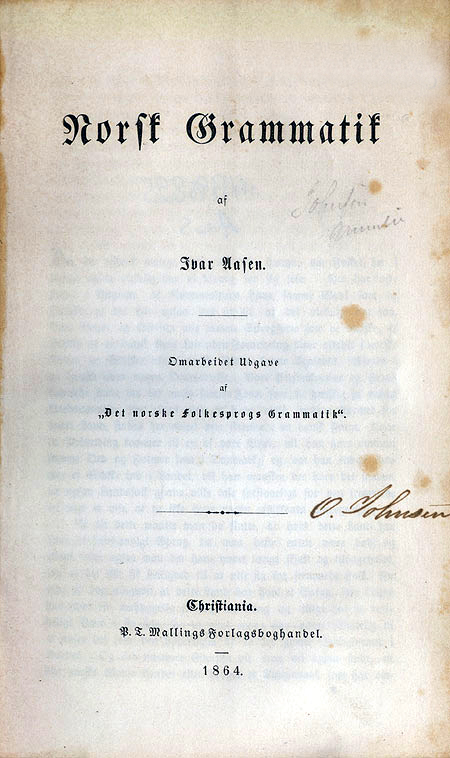
ノルウェー語文法(1864年)

- 『ノルウェー民族言語文法』 (Det norske folkesprogs grammatik) 1848年
- 『ノルウェー民族言語辞典』 (Ordbog over det norske folkesprog) 1850年
- 『ノルウェーにおけるランスモールの試み』 (Prøver af Landsmålet i Norge) 1853年
- 『ノルウェー語文法』 (Norsk grammatik) 1864年
- 『ノルウェー語辞典』 (Norsk ordbog) 1873年

創作
- 音楽劇『継承者』 (Ervingen) 1855年
- 詩集『アネモネ』 (Symra) 1863年